# Cerapachys typhlus
Cerapachys typhlus é uma espécie de formiga do gênero Cerapachys.